# ماسانوري ساندا
ماسانوري ساندا (真田雅則) (ولد 6 مارس 1968 - توفي 6 سبتمبر 2011) هو لاعب كرة قدم ياباني سابق، شارك في كأس آسيا 1988.

## روابط خارجية
- ماسانوري ساندا على موقع رابطة كرة القدم اليابانية للمحترفين (اليابانية)
- ماسانوري ساندا على موقع عالم كرة القدم.نت (الإنجليزية)

1. ↑  "Stats Centre: Masanori Sanada Facts". الجارديان دوت كوم. مؤرشف من الأصل في 2014-04-13. اطلع عليه بتاريخ 2009-12-22.